# Synagoga w Pokrojach
Synagoga w Pokrojach (lit. Pakruojo sinagoga) – żydowska bóżnica znajdująca się w Pokrojach na Litwie przy ul. Kranto 8, wpisana do rejestru dóbr kultury Litwy. 

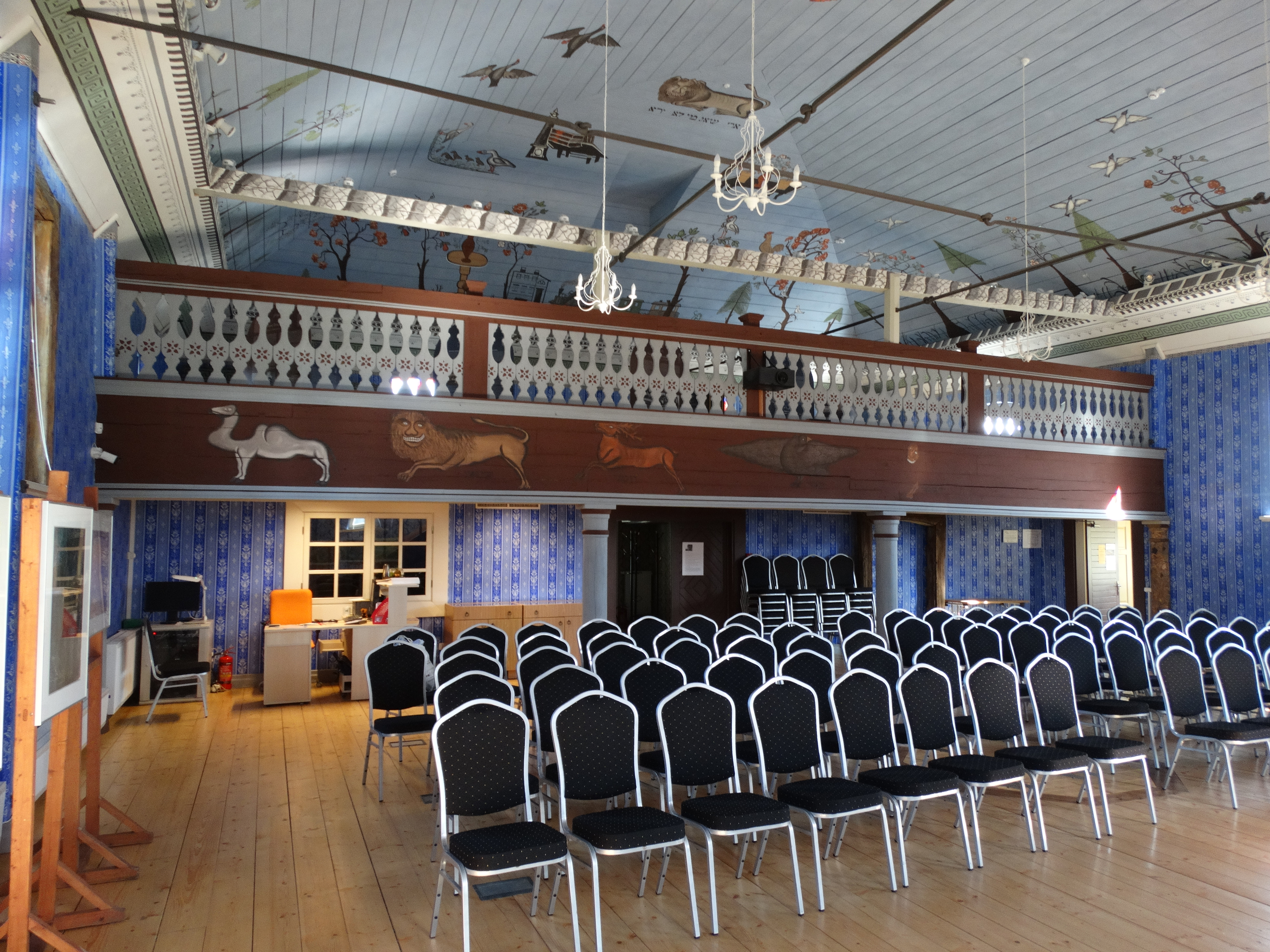
Wnętrze (2019)

Synagoga jest jednopiętrowym drewnianym budynkiem. Została wybudowana w 1801 roku. Przez wielu uważana za jedną z najpiękniejszych synagog na Litwie.